# Coccophagus tobiasi
Coccophagus tobiasi är en stekelart som beskrevs av Svetlana N. Myartseva 2004. Coccophagus tobiasi ingår i släktet Coccophagus och familjen växtlussteklar. Inga underarter finns listade i Catalogue of Life.